# MIUI

MIUI foi uma interface desenvolvida pela Xiaomi, é utilizada em dispositivos Android da empresa. MIUI inclui várias características tais como temas de suporte.
A Xiaomi lançou vários smartphones, todos os quais são pré-instalados com uma versão completa do MIUI. Isso inclui vários aplicativos e recursos não disponíveis na versão pós-venda do MIUI.
Além de suportar seus smartphones e tablets, a Xiaomi também oferece a MIUI para ser lançado em outras marcas de smartphones, como Samsung, Sony, HTC, BLU, OnePlus e Nexus.
Em 24 de fevereiro de 2016, Xiaomi disse que a ROM MIUI teve mais de 170 milhões de usuários em todo o mundo, e foi apoiada em mais de 340 aparelhos.
Em outubro de 2023, todas as contas da MIUI em redes sociais foram renomeadas para Xiaomi HyperOS, anunciado como seu sucessor.

## História
A 1ª MIUI foi desenvolvida exclusivamente para o Google Nexus One em 2010 rodando o Android 2.1 Eclair.
A MIUI 2 trouxe uma interface de utilizador ligeiramente melhorada e animações mais suaves, e aumentou a disponibilidade dos dispositivos em que poderia utilizar o MIUI. Fora isso, não mudou muito. Esta atualização foi também baseada no Android 2.1, pelo que os usuários também não obtiveram grandes alterações de plataforma, mas quando a MIUI V3 foi lançada, a plataforma foi atualizada para 2.3.6, o que trouxe algumas alterações. A interface do usuário permaneceu muito parecida até a MIUI V5.
Na MIUI 4, os serviços do Google foram substituídos por serviços exclusivos da Xiaomi na ROM chinesa, devido a conflitos políticos. A MIUI 5 trouxe mudancas na fluidez do sistema, destacando ícones mais simples e um visual minimalista com um toque de esqueumorfismo.
A MIUI 9, mesmo contando com vários elementos da geração passada, tem uma nova interface tornandoo sistema mais dinâmico e objetivo para os smartphones da Xiaomi.

## Desenvolvimento
As ROM originais do MIUI basearam-se no Android 2.2 Froyo e foram inicialmente desenvolvidas na língua chinesa pela empresa chinesa Xiaomi Tech. A Xiaomi adicionou uma série de aplicativos para melhorar a estrutura básica; Essas incluem Notas, Backup, Música e Galeria.

As atualizações geralmente são oferecidas no ar todas as sextas-feiras. A MIUI é então traduzido e portado para versões não oficiais em outros idiomas por desenvolvedores independentes e grupos de sites de usuários. 

### MIUI e o Google Play Services
O Google teve desentendimentos com o governo chinês e o acesso a muitos serviços do Google está bloqueado. A MIUI não é enviada com os serviços do Google Play na China continental. No entanto, a Xiaomi expandiu suas operações fora da China; Os lançamentos da MIUI para dispositivos Android fora da China continental (por exemplo, em Hong Kong, Taiwan, Índia, Cingapura, Malásia e Indonésia) têm o Google Play Services e os Google Apps, como o Gmail, Google Maps, Google Play Store pré-instalados e funcionando como em qualquer outro Dispositivo Android. As versões globais do MIUI são certificadas pelo Google.
Os downloads diretos para lançamentos específicos de país também contêm serviços e aplicativos do Google Play.

## Críticas e controvérsias
A MIUI tem sido criticado por ser visualmente semelhante a interface do iOS.
Desde o MIUI V4, baseado no Android Ice Cream Sandwich e Jelly Bean, a Xiaomi adicionou um mecanismo de varredura de vírus da empresa parceira Tencent (anteriormente da Kingsoft, cujo CEO anterior também era Lei Jun), apesar da oposição de muitos usuários. Os métodos de remoção foram publicados no fórum chinês do MIUI, uma vez que o mecanismo não foi considerado útil.

Também durante o desenvolvimento do MIUI V4, a Xiaomi começou a remover os serviços do Google de suas ROMs devido às políticas do governo chinês que surgiram em resposta aos desentendimentos do Google com o governo chinês. O governo bloqueou o acesso a todos os serviços do Google na China continental, e todos os telefones para o mercado chinês são obrigados a não permitir a instalação dos serviços do Google. Para arrecadar fundos para a empresa, a MIUI tem seu próprio ambiente da Xiaomi, incluindo serviços na nuvem, temas pagos e jogos (com moeda MiCredit). Mais tarde, durante o desenvolvimento do MIUI V5, quase todos os serviços do Google foram removidos das versões chinesas.